# Holger Danske (saga)

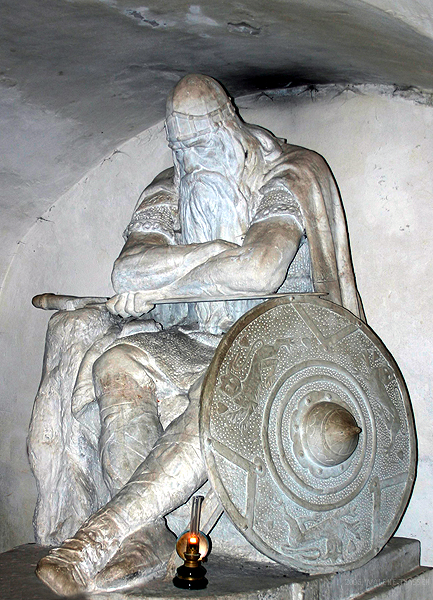
Den sovande Holger Danske.

Holger Danske (Holger Danske), saga från 1845 av den danske författaren H.C. Andersen.
Berättelsen handlar om en träsnidare som berättare historien om den gamle hjälten Holger Danske som sover i slottet Kronborgs källare. Allt som händer i Danmark finns i hans drömmar och om landet någon gång skulle vara i verklig fara så skulle Holger Danske resa sig ur sin dvala och rädda landet.